# Triglav
Triglav (nemško: Terglau, italijansko: Tricorno) (2864 metrov nadmorske višine) je najvišji vrh Julijskih Alp in obenem Slovenije ter tudi edini vrh obeh, ki je višji od 2800 metrov. 
Na severni strani leži ostanek Triglavskega ledenika. Triglavsko pogorje je osrednji del Triglavskega narodnega parka. Triglavska severna stena je med največjimi stenami v Evropi. S Triglavom je tesno povezana tudi legenda o Zlatorogu. Triglav je bil prav tako (do slovenske osamosvojitve 1991) najvišji vrh v Jugoslaviji (pred natanko 100 m nižjim Velikim Korabom na meji Makedonije z Albanijo). V Evropi so izven alpskega področja (Avstrija-Italija-Francija-Švica-Nemčija) višji vrhovi od Triglava le še na Pirenejskem polotoku (Pireneji, Sierra Nevada), Italiji (Gran Sasso, Etna), v Bolgariji (masiva Rila in Pirin) in Grčiji (Olimp) (izvzet je Kavkaz, Kanarski otoki in Grenlandija).
Gora je pomemben simbol slovenskega naroda. Mnenja o nastanku in pomenu imena gore so deljena. Tri-glav se najverjetneje nanaša na obliko gore, kot se jo vidi iz Bohinja, malo verjetno pa je, da je gora poimenovana po staroslovanskem poganskem božanstvu Triglavu. Vrh z nobene strani ni izrazito troglav, z jugovzhoda pa bi tri glave lahko tvorili Mali Triglav, glavni vrh in Šmarjetna glava. 

## Ime
Skozi zgodovino je imela gora več imen. Star zemljevid iz leta 1567 jo je imenoval Ocra mons, Janez Vajkad Valvasor jo je v drugi polovici 17. stoletja imenoval Krma. Po nemškem alpinistu in profesorju Adolfu Gstirnerju, se ime Triglav prvič pojavi zapisano kot Terglau leta 1452, toda originalen vir je bil izgubljen. Naslednji znani pojav Terglaua navaja Gstirner iz sodnega opisa meje leta 1573. Zgodnje oblike imena Triglava, prav tako vključujejo Terglau leta 1612, Terglou leta 1664 in Terklou okrog 1778-89. Ime prihaja iz besedne zveze »tri glave« (kar pomeni »tri vrhove«), kar se lahko razume kot dobesedno, saj je iz večine Gorenjske videti, kakor da ima gora tri vrhove. Ime najverjetneje nima povezave s slovanskim božanstvom Triglavom. Največji vrh nekateri imenujejo tudi Veliki Triglav, da bi ga ločili od Malega Triglava na vzhodu, ki meri 2738 metrov.

## Triglav kot simbol slovenstva
Izvor stiliziranega Triglava s srednjim, višjim vrhom, ni znan. Taka oblika je bila prisotna v več kranjskih grbih, vendar ni mogoče dokazati, da so ponazarjali Triglav. Med drugo svetovno vojno je bil Triglav simbol Osvobodilne fronte, po njej pa del grba Socialistične republike Slovenije. Po osamosvojitvi je Triglav postal del slovenskega grba in zastave, nestilizirana podoba Triglava pa je bila najprej na hrbtni strani začasnih bonov, po uvedbi evra pa na hrbtni strani slovenskega evrokovanca za 50 centov. Triglav kot ime ali kot simbol je tudi del številnih kulturnih in športnih društev.

## Triglav s koroške perspektive
Z vrha Štalenske gore v zgodovinskem in političnem osrčju avstrijske (južne) in osrednje Koroške nad Celovškim poljem in Gosposvetskim poljem, kjer so vsi državniški centri dežele skozi vso zgodovino gravitirali (od keltskih časov do danes), je videti Triglav v svoji mitotvorni troglavi obliki. Tam je ohranjen starodavni troglavi kip, ki je nekoč bil postavljen pred vhodom cerkve sv. Magdalene na vrhu in je sedaj shranjen v njeni notranjosti. Prav tam je neposredni pogled na Triglav. Kip ni ne keltski ne rimski, tudi kasnejše romanski ni in je verjetno iz 8./9. stoletja, zato mu vsekakor v transdisciplinarni analizi moramo pripisati različne procese inkulturacije skozi stoletja (prištevanje raznih pomenov in funkcij). Troglavi kip je prav iz te perspektive siže transdisciplinarne znanstvene analize in domače koroško slovenske literature. Že pozno-bidermajerski koroško slovenski slikar Marko Pernhart (1824-1871) iz Spodnjih Medgorji, ki je odraščal v tem okolju Celovškega polja, je naslikal med številnimi drugimi vrhovi Koroške in Kranjske tudi Triglav.

## Zgodovina

### 18. stoletje
Prvi pristop v pogorje Triglava se je zgodil avgusta 1777, ko je skupina pohodnikov, v kateri sta bila med drugimi Balthasar Hacquet (po rodu Francoz) in Lovrenc Willomitzer (zdravnik iz Stare Fužine, po rodu iz Ogrske), na naročilo Žige Ziosa izvedla odpravo iz Srednje vasi do Velega polja. Na vrh Triglava se zaradi slabega vremena niso odpravili, le Hacquet se je uspel povzpeti na Mali Triglav. Prvi dokumentiran vzpon na vrh Triglava se je zgodil čez eno leto, 26. avgusta 1778, na Zoisovo pobudo, ki je za prvopristopnike razpisal nagrado. Uspešen vzpon so izvedli štirje domačini iz Bohinja: Luka Korošec (rudar iz Gorjuš), Matevž Kos (rudar iz Jereke), Štefan Rožič (lovec na gamse) in že omenjeni Willomitzer, ki je vodil odpravo. Hacquet v svojem delu Oryctographia Carniolica opisuje, da je na vrh prvi, morda odkar svet stoji, stopil Luka Korošec. Ostajajo ugibanja, ali je bil to prvi vzpon na vrh v zgodovini ali pa je to uspelo komu že pred tem. Jakob Aljaž, odličen poznavalec Triglavskega pogorja in organizator slovenskega planinstva, je bil osebno prepričan, da je skoraj gotovo bil Triglav osvojen že prej. Takole je razmišljal v svojem govoru O Triglavu in okolici leta 1896:
Nekateri učenjaki trdijo, da pred Willomitzerjem leta 1778 ni bila živa duša na Triglavu. Dasiravno nimamo v kroniki pozitivnih podatkov za nasprotno trditev, vendar to lahko ovržemo z zdravo domačo logiko: Pred 30 leti pelje Požganc gospodo po tedaj navadni poti skozi Krmo čez Mali Triglav na Veliki Triglav, Želenik, Kozar skozi Kot. Čez Zeleni sneg so videli lovci plezati gamse in so plezali sami. Pavlin iz Trente je prehodil Kugyjevo pot, Dovžani hodijo še sedaj po grših krajih, ko se ovce zaskočijo. Lovec Rabič je bil na Suhem Plazu; lovcu in pastirju srce ne miruje, dokler ne pride na najvišji vrh.

### 19. stoletje
Prvi ženski vzpon je leta 1870 opravila dvajsetletna Rozalija Škantar iz Srednje vasi, ki je bila kasneje oskrbnica Vodnikovega doma na Velem Polju. Njen oče Jože Škantar - Šest (*1809 †1891) je bil poznan bohinjski gorski vodnik. 
Podatki za leto 1897 kažejo, da je vrh obiskalo 313 planincev. Rivalstvo med nemškimi (DuÖAV - Deutschen und Österreichischen Alpenverein) in slovenskimi društvi se je kazalo predvsem v uničevanju kažipotnih tabel in napisov, Nemci so večinoma uporabljali druge koče kot Slovenci. Leta 1900 je bila v Kapeli Marije Snežne na Kredarici organizirana prva poroka.
Ena od ključnih oseb pri razvoju slovenskega planinstva je bil dovški župnik Jakob Aljaž. Prvič je prišel v Vrata leta 1883 in se povzpel na Triglav leta 1887. Za 1 goldinar je na lastne stroške od dovške občine odkupil vrh Triglava (16 m2) in na njem zgradil stolp, ki se imenuje po njem. Gradnjo stolpa je zaupal Antonu Belcu iz Šentvida pri Ljubljani. Ta je izdelal stolp iz šestih delov, ki so jih z vlakom prepeljali v Mojstrano, nato pa jih je 6 nosačev v enem tednu znosilo na Triglav. Stolp so postavili v petih urah, dne 7. 8. 1895. Vse stroške izdelave, 300 goldinarjev, je prevzel Jakob Aljaž. Aljažev stolp je kot zavetišče postal premajhen takoj po postavitvi, zato je dal Jakob Aljaž leta 1895 izklesati in opremiti zavetišče 55 m pod vrhom na južni strani, poimenovan je po Valentinu Staniču. Razstrelila in izdolbla sta ga Janez Klinar - Požganc in Kobar iz Mojstrane. Zavetišče je veliko 2,4 × 2,2 × 2 m in je imelo dovolj prostora za 8 sedečih ali 16 stoječih oseb. Prvotno je imelo tudi lesena vrata, klopi, mizo in stol, po izgraditvi Doma na Kredarici leta 1896 (ponovno po zamisli Jakoba Aljaža) pa je izgubilo na pomenu.

### 20. stoletje
Med prvo svetovno vojno so bile celotne Julijske Alpe zaprte za tujski promet, po njej pa je SPD prevzela koče DuÖAV, a izgubila tiste za rapalsko mejo. Med obema vojnama je meja potekala prav preko Triglava. Aljažev stolp se je nahajal na jugoslovanski strani, natančno 2,55 metra od meje z Italijo. V tem času so Italijani vrh slovesno preimenovali v Tricorno (Julius Kugy ob tem dogodku opisuje pretep na vrhu med člani italijanskih in slovenskih društev), Aljažev stolp naj bi bil prebarvan v belo-rdeče-zeleno vendar se je to kasneje izkazalo za propagando ORJUNE. Italija je za nadzorovanje meje že leta 1919 zgradila manjšo leseno vojašnico Morbegno, leta 1933/1934 pa nedaleč od nje še veliko Triglavsko vojašnico Viktorja Emanuela III.

## Postojanke in označene poti
V okolici Triglava so številne planinske koče: Triglavski dom na Kredarici, Dom Planika pod Triglavom, Dom Valentina Staniča, Tržaška koča na Doliču, Vodnikov dom na Velem polju, Aljažev dom v Vratih in še druge, nekoliko bolj oddaljene. Tik pod Glavo v Zaplanji (2556 m) stoji tudi ruševina italijanske vojašnice, imenovane Vittorio Emanuelle III (po italijanskem kralju). Ime Morbegno se je nanjo preneslo s sosednjega lesenega objekta, ki je obstajal od septembra 1919 do 1924. Vse do 80. let so obstajali številni načrti njene preureditve v planinsko kočo z imenom "Kugyjev dom" vendar je zgradba propadala naprej.
Številni množični pohodi na Triglav običajno vodijo z Rudnega polja na Pokljuki preko Velega polja do Kredarice in nato po grebenu Malega Triglava na vrh. Opisani smeri se priključijo tudi dostopi iz Krme in Voj, možen je tudi dostop iz Planike na Mali Triglav po južni strani. Običajni dostopi s Primorske vodijo preko Prehodavcev in/ali Doliča na Triglavsko škrbino in na vrh z zahodne strani, na Prehodavcih se priključi tudi pot iz Doline Triglavskih jezer. Iz doline Vrat vodijo označene poti čez Prag in po Tominškovi poti do Staničeve koče in Kredarice (vmes se priključi pot iz Kota) ali preko Luknje čez Plemenice.

## Stranski vrhovi
Ni jasne definicije stranskega vrha. Če za neposredno bližino vrha vzamemo štirikotnik z vogali Konjsko sedlo (2020 m), Dolič (2164 m), Luknja (1758 m) in Dom Valentina Staniča (2332 m), potem je v njej 11 vrhov s seznama slovenskih dvatisočakov in še nekaj poimenovanih višinskih kót, zlasti v Severni triglavski steni.
- Mali Triglav (2725 m) - dostopen z juga s Planike in po grebenu z vzhoda s Kredarice. Čez njega vodi zavarovana označena pot na Triglav.
- Rjavec (2568 m) - vrh v južnem grebenu Triglava, zapira pogled na zahod gledano s Planike.
- Glava v Zaplanji (2556 m) - v neposredni bližini označenih poti z Doliča in Luknje, tik pod vrhom so ostanki italijanske vojašnice Viktorja Emanuela III. in italijanske stražarnice.
- Kredarica (2515 m) - kot vrh je skoraj sinonim za dom na Kredarici, ki leži tik pod njim. Poleg so tudi meteorološka postaja, kapela in vetrnice.
- Rž (2538 m) - v neposredni bližini označene poti med Kredarico in Staničevim domom.
- Vrh Zelenic (2468 m) - zahodno od Glave v Zaplanji nad dolino Zadnjice.
- Glava (2426 m) - v bližini Triglavskega ledenika in Triglavskega brezna.
- Sfinga (2385 m) - na robu Severne triglavske stene v Zaplanji
- Šmarjetna glava (2358 m) - nad Doličem, dominanten vrh gledano iz Velske doline.
- Vrh Snežne konte (2342 m) - v neposredni bližini poti iz Konjskega sedla na Kredarico, običajni zimski pristop iz Krme vodi severno od vrha, označena pot pa ga obide po južni in zahodni strani.
- Vzhodne glave (2314 m) - na robu Severne triglavske stene v neposredni bližini markiranih poti iz Vrat.
- Slovenski turnc (2267 m) - nad Severno triglavsko steno, ob njem je izstop iz Slovenske smeri.

## Triglavska severna stena
Nad dolino Vrat dominira skoraj 4 km široka in 1 km visoka Triglavska severna stena, dostikrat imenovana kar »Stena«. S tem je med največjimi stenami v Evropi (v družbi s severnimi stenami Eigerja, Grandes Jorassess, Civette, južne stene Marmolade, vzhodne stene Watzmanna). Triglavska severna stena ima mnoge skalnate stebre (Slovenski, Nemški, Osrednji), proti zahodu pa postaja vse bolj strma, na nekaterih delih tudi previsna. Najtežje alpinistične smeri so speljane po 200 m visokem ostenju Sfinge, po Osrednjem stebru in po zahodnem delu Stene. Stena je nastala pri silovitem gubanju pred 30 mil. let, ko so se kamninske plasti pod silovitem pritisku prelomile, sestavljena pa je iz skladov triasnega (200 mil. let) in jurskega (180 mil. let) apnenca ter dolomita. Prav dokajšna krušljivost teh kamnin je pripomogla, da je ledenik pred 10.000 leti steno še bolj poglobil in jo dokončno izoblikoval. Zaradi severne lege je večino leta v senci, zato lahko pod pobočjem in v kotanjah v steni najdemo snežišča še globoko v poletju. Steno se lahko preči po vsej širini po Zlatorogovih policah. Pod steno na ok. 1020 m nadmorske višine izvira Triglavska Bistrica.
Severna stena Triglava je pomembna za zgodovino alpinizma in je ena najbolj priljubljenih v Julijskih Alpah. Prvi so v Steni plezali lovci konec 19. stoletja, med drugim leta 1890 trentarski lovec Ivan Berginc, ki je verjetno plezal v območju poznejše Vzhodne smeri, torej levo od Slovenske smeri. Prvi zanesljivo dokumentirani vzpon čez Steno je Nemška smer, ki so jo 9-10. julija 1906 preplezali Avstrijci (Nemci) Felix König, Hans Reinl in Karl Domenigg (slovenske dežele so bile do 1918 del Avstrijskega cesarstva). Druga smer v Steni je bila Slovenska, ki jo je septembra 1909 sam preplezal Jože Komac-Pavr, po njej pa naslednje leto vodil Henrik Tuma. Med dvema svetovnima vojnama sta za glavni izziv veljala levi in desni raz Osrednjega stebra. Zgornji del levega raza so splezali leta 1928 (Gorenjska smer, avtorji Joža Čop, Stanko Tominšek, Miha Potočnik), spodnji del pa leta 1929 (Skalaška smer, avtorja Pavla Jesih, Milan Gostiša); desni raz sta 1929 splezala Avstrijca Karl Prusik in Roman Szalay. Med najbolj znane smeri spada Čopov steber, ki sta ga 26.-30. junija 1945 v zgornjem delu Osrednjega stebra preplezala Jeseničan Joža Čop in Ljubljančanka Pavla Jesih. Najtežje smeri so nastale v 80-ih in 90-ih letih 20. stoletja. Med najtežjimi in najdaljšimi sta Korenina (Franček Knez, Lidija Painkiher, Dani Tič, 1982 in 1992) in Ulina (Tomaž Jakofčič, Tina di Batista, 2011), ki tečeta po sredini Osrednjega stebra. Eno od najbolj znamenitih imen Stene je Franček Knez, ki je v njej preplezal 42 prvenstvenih smeri.

### Seznam plezalnih smeri
V Steni je okoli 100 alpinističnih smeri, nekatere od njih so (zraven težavnost in dolžina smeri):
- Kratka Nemška smer (Zimmer-Jahn) IV-/II-III, 700m
- Črni obraz (v Veliki črni steni) V+ A2e, 380 m (še ne ponovljena)
- Bavarska smer IV+, 500 m
- Peternelova smer VII/V-VI, 400 m
- Bergantova smer IX-/V-VI, 400 m
- Metropolis VIII/VII+, 350 m
- Na drugi strani časa VIII/VII, (VIII-, A1), 300 m
- Skalaško-Gorenjska smer V+/III-IV, 1000 m
- Spominska Mihe Valiča, VIII+/VI-VII, 1000 m
- Čopov steber VI+/IV-V, 450m
- Korenina VIII+/VII, 1000 m[24]
- Ulina IX/VII-VIII, 1000 m[25]
- Prusik-Szalay V/IV+, 1000m
- Ljubljanska smer VI+/V-VI, 600 m
- Serenada VII-, 500 m (+ 200 m)
- Stopnice v nebo VII-/V-VI, 500 m (+ 200 m)
- Helba VII+ (VI-, A0), 350 m
- Raz mojstranških veveric VI, A1, (prosto VIII+), 280 m
- Zahodna zajeda V/IV, 400m (+300 m)
- Šlosarska smer VI+/V+, 500 m  (+ 200 m)
- Obraz Sfinge VI, A1, 200m (prosto IX/IX+)
- Kunaver-Drašlar v Sfingi VII+/VI-VII, 280 m
- Smer Sandija Wisiaka V, 600 m
- Tržaška smer V/IV+, 450 m
- Dolga nemška IV-/III, 1000-1300 m
- Zlatorogove police IV-/I-III, 3000 m
- Severni greben (nadaljevanje Nemške) I-III

## Galerija
- Triglav iz Tržaškega zaliva (Izola)
- Triglav z južne strani
- Triglav z Gorenjske
- Triglav zgodaj zjutraj po sončnem vzhodu
- Kapelica, v ozadju vrh Kredarice z vodnim zbiralnikom
- S Kredarice je Mali Triglav (levo) varljivo izrazit, dejansko se greben med njim in Triglavom (desno) spusti le za nekaj metrov
- Zgornji del Triglavske stene s Kugyjevo polico
- Po dežju
- Triglav iz vrha Tosca